# Ole Nielsen
Ole Nielsen (14. september 1805 i Gentofte – 9. november 1876) var en dansk bonde og politiker.
Han var født i Gentofte som søn af gårdejer og sognefoged Niels Nielsen (1775-1852) og Karen Jensdatter (1782-1861). Han tilgiftede sig 1827 Havsgård i samme sogn, var en udmærket landmand og vandt ved sin begavelse og dannelse megen indflydelse i sin kreds; var 1842-47 og på ny 1859-64 medlem af sogneforstanderskabet og 1848-54 af Københavns Amtsråd. Da Bondevennernes Selskab stiftedes 1846, sluttede han sig straks dertil og blev distriktskommissær; var 1848-54 medlem af dets bestyrelse. 1847 valgtes han til suppleant i Roskilde Stænderforsamling og gav møde i deres sidste samling 1848; han søgte forgæves valg til den grundlovgivende Rigsforsamling, men var uafbrudt medlem af Landstinget 1850-66. Han indtog vel ingen fremragende stilling, men var dog medlem af flere vigtige udvalg; hørte stadig til venstre side, stemte 1855 imod Fællesforfatningen og gav i Udvalget om lønningsforbedring 1855-56 den første antydning til lønning efter sædomskrivning. 1850 var han medindbyder til Kreditforeningen for Grundejere. Han døde 9. november 1876 og er begravet på Gentofte Kirkegård.
Han ægtede 5. oktober 1827 Magdalene Nielsdatter (f. 1797 d. 13. maj 1876), enke efter gårdejer Jens Rasmussen til Havsgård og datter af gårdejer Niels Nielsen til Onsgård.